# Gabriele
Gabriele ist ein italienischer männlicher sowie ein deutscher weiblicher Vorname. Gabriele kommt selten auch als Familienname vor.

## Herkunft und Bedeutung
Gabriele ist im Deutschen die weibliche Form des männlichen Vornamens Gabriel. Im Italienischen hingegen ist Gabriele ein männlicher Vorname und entspricht dem deutschen Gabriel. Die Form Gabriella ist ein weiblicher Vorname. Auf Grund dieser Tatsache ist Gabriele in der Schweiz, wo sowohl Deutsch als auch Italienisch Landessprache ist, nur in Kombination mit einem weiteren, eindeutigen Vornamen, eintragungsfähig (ähnliches Problem wie beispielsweise Andrea oder auch Simone).
Evangelischer Namenstag ist am 24. März. Der katholische Namenstag ist am 29. September. Einer der Erzengel der Bibel heißt Gabriel (hebräisch „Held Gottes“).
Der Name „Gabi“ wird in Teilen der deutschsprachigen Schwulenszene auch als Bezeichnung für eine nahestehende oder befreundete weibliche Person benutzt.

## Verbreitung
Anfang des 20. Jahrhunderts war der Name Gabriele in Deutschland kaum gebräuchlich. Mitte der vierziger Jahre wurde er dann schnell populär. Vom Anfang der Fünfziger bis in die ersten Jahre der Sechziger hinein gehörte der Name ununterbrochen zu den zehn beliebtesten weiblichen Vornamen des jeweiligen Jahrgangs. Im Jahr 1962 war der Schlager Für Gabi tu’ ich alles von Gerd Böttcher sehr beliebt. Ab Anfang der Siebziger begann seine Popularität dann stark zu sinken, seit den Achtzigern werden Mädchen kaum noch Gabriele genannt.

## Varianten
- Bele
- Gabriela (spanisch)
- Gabriella (italienisch)
- Gabrielle (französisch)
- Gabi, Gaby
- Gabrijela
- Yella

## Weibliche Namensträger
- Gabriele von Arnim (* 1946), deutsche Journalistin und Schriftstellerin
- Gabrielle Belz, australische Immunologin
- Gabriele Bender-Paukens (* 19. November 1962 in Düsseldorf), deutsche Anwältin
- Gabriela Capová (* 1993), tschechische Skirennläuferin
- Gabrielle Carle (* 1998), kanadische Fußballspielerin
- Gabriella Cilmi (* 1991), australische Popsängerin
- Gabriele Clonisch (* 1947; Gabriele), deutscher Kinderstar
- Gabrielle Dennis (* 1981), US-amerikanische Schauspielerin
- Gabriele Diewald (* 1960), deutsche Sprachwissenschaftlerin und Autorin
- Gabrielle Duchêne (1870–1954), französische Feministin
- Gabriele Frehse (* 1960), deutsche Turntrainerin
- Gabriele Gabriel (* 1946), deutsche Schriftstellerin
- Gabrielle Giffords (* 1970), amerikanische Politikerin
- Gabriele Graf (Politikerin) (* 1968), österreichische Politikerin (ÖVP), MdL Vorarlberg
- Gabriele Gysi (* 1946), deutsche Schauspielerin und Regisseurin
- Gabriele Holzner (* 1960), deutsche Journalistin
- Gabriele Susanne Kerner, bekannt als Nena (* 1960), deutsche Popsängerin
- Gabriele Kohlisch (* 1963), deutsche Rennrodel- und Bobsportlerin
- Gabriele Kröcher-Tiedemann (1951–1995), deutsche Terroristin
- Gabriele Krone-Schmalz (* 1949), deutsche Journalistin und Publizistin
- Gabriele Kuby (* 1944), deutsche Publizistin und Übersetzerin
- Gabriele Prinzessin zu Leiningen (* 1963), Begum der Ismaeliten
- Gabriele Lucke (* 1970), deutsche Tennisspielerin und -trainerin
- Gabrielle Marceau (* 1960), kanadische Hochschullehrerin
- Gabriele Metzger (* 1959), deutsche Schauspielerin
- Gabriele Misch (* 1959), deutsche Schauspielerin, Sängerin und Autorin
- Gabriela Mistral (1889–1957), chilenische Dichterin
- Gabriela Montero (* 1970), venezolanische Konzertpianistin
- Gabriela Moreno (* im 20. Jahrhundert), peruanische Fußballschiedsrichterassistentin
- Gabriele Münter (1877–1962), deutsche Malerin
- Gabriele Nebe (* 1967), deutsche Mathematikerin
- Gabriele Pauli (* 1957), deutsche Politikerin
- Gabrielle Pietermann (* 1987), deutsche Synchronsprecherin
- Gabriele Radecke (* 1967), deutsche Literaturwissenschaftlerin, Autorin und Herausgeberin
- Gabriele Reuter (1859–1941), deutsche Schriftstellerin
- Gabriele Rosenthal (* 1954), deutsche Soziologin und Hochschullehrerin
- Gabrielle Roy (1909–1983), franko-kanadische Schriftstellerin
- Gabriela Sabatini (* 1970), argentinische Tennisspielerin
- Gabrielle Scharnitzky (* 1956), deutsche Schauspielerin
- Gabriela Schimmer-Göresz (* 1952), deutsche Politikerin (ÖDP)
- Gabriela Maria Schmeide (* 1965), deutsche Schauspielerin
- Gabriele Schuchter (* 1956), österreichische Film- und Theaterschauspielerin
- Gabriele Seyfert (* 1948), deutsche Eiskunstläuferin
- Gabriela Soukalová (* 1989), tschechische Biathletin
- Gabriela Sperl (* 1952), deutsche Film- und Fernsehproduzentin, Dramaturgin und Drehbuchautorin
- Gabriele Stein (1941–2020), deutsche Anglistin, Hochschullehrerin
- Gabriele Stötzer (* 1953), deutsche Schriftstellerin und Künstlerin
- Gabriele Strehle (* 1951), deutsche Modeschöpferin
- Gabriele Tergit (Pseudonym für Elise Reifenberg, 1894–1982), deutsch-britische Schriftstellerin und Journalistin
- Gabriella Tóth (* 1986), ungarische Fußballnationalspielerin
- Gabrielle Union (* 1972), amerikanische Schauspielerin
- Gabriele Werner (* 1958), deutsche Kunsthistorikerin
- Gabriele Wittek (1933–2024), deutsche Gründerin des Universellen Lebens
- Gabriele Wohmann (1932–2015), deutsche Schriftstellerin

## Männliche Namensträger
- Gabriele Albertini (* 1950), italienischer Politiker
- Gabriele Ambrosetti (* 1973), italienischer Fußballspieler
- Gabriele Amorth (1925–2016), italienischer römisch-katholischer Priester und Exorzist
- Gabriele Bartoletti (* 1984), italienischer Fußballspieler
- Gabriele Cimmino (* 1971), italienischer Poolbillardspieler
- Gabriele Colombo (* 1972), italienischer Radrennfahrer
- Gabriele D’Annunzio (1863–1938), italienischer Schriftsteller und Politiker
- Gabriele Falloppio (1523–1562), italienischer Anatom und Chirurg (Fallopius)
- Gabriele Ferro (* 1937), italienischer Dirigent
- Gabriele Ferzetti (1925–2015), italienischer Schauspieler
- Gabriele Frangipani (* 2001), italienischer Eiskunstläufer
- Gabriele Giannantoni (1932–1998), italienischer Philosoph und Politiker
- Gabriele Minì (* 2005), italienischer Automobilrennfahrer
- Gabriele Mucchi (1899–2002), italienischer Maler
- Gabriele Oriali (* 1952), italienischer Fußballprofi
- Gabriele Pin (* 1962), italienischer Fußballspieler und -trainer
- Gabriele Rossetti (Dichter) (1783–1854), italienischer Dichter und Gelehrter
- Gabriele Rossetti (Sportschütze) (* 1995), italienischer Sportschütze
- Gabriele Salvatores (* 1950), italienischer Filmregisseur
- Gabriele Tarquini (* 1962), italienischer Automobilrennfahrer
- Gabriele Tinti (1932–1991), italienischer Filmschauspieler
- Gabriele Veneziano (* 1942), italienischer Physiker

## Familienname
- Corrado Gabriele (* 1966), italienischer Politiker
- Daniele Gabriele (* 1994), deutsch-italienischer Fußballspieler
- Francesco Gabriele (* 1977), italienischer Fußballspieler
- Franz Gabriele (1903–1986), österreichischer Politiker (ÖVP)
- Paolo Gabriele (1966–2020), italienischer Kammerdiener des Papstes Benedikt XVI., siehe Vatileaks 1.0